# Lanave
Lanave (A Nau en aragonais) est un village de la province de Huesca, situé à environ huit kilomètres au sud de la ville de Sabiñánigo, à 730 mètres d'altitude. Il compte deux habitants d'après le dernier recensement (2014). L'église du village a été détruite pendant la Guerre civile espagnole.